# شیتل بیرکیستراند
شیتل بیرکیستراند (انگلیسی: Kjetil Bjerkestrand؛ زادهٔ ۱۸ مهٔ ۱۹۵۵) موسیقی‌دان، آهنگساز اهل نروژ است.